# Liste der Bodendenkmäler im Kreis Herford

Kreis Herford

Die Liste der Bodendenkmäler im Kreis Herford umfasst:
- Liste der Bodendenkmäler in Bünde
- Liste der Bodendenkmäler in Enger
- Liste der Bodendenkmäler in Herford
- Liste der Bodendenkmäler in Hiddenhausen
- Liste der Bodendenkmäler in Kirchlengern
- Liste der Bodendenkmäler in Löhne
- Liste der Bodendenkmäler in Rödinghausen
- Liste der Bodendenkmäler in Spenge
- Liste der Bodendenkmäler in Vlotho